# Hugo Rudolph Kruyt
Hugo Rudolph Kruyt (Amsterdam, 3 juni 1882 – 's-Gravenhage, 31 augustus 1959) was een Nederlands scheikundige, en hoogleraar fysische chemie in Groningen en Utrecht.

## Levensloop
Vanaf 1901 studeerde hij aan de Universiteit van Amsterdam, waar hij scheikunde studeerde onder H. Bakhuis Roozeboom, J.D. van der Waals, J.J. van Laar en F.M. Jaeger. In 1906 deed hij zijn doctoraal. Hij was toen als assistent van Bakhuis Roozeboom reeds begonnen met zijn promotieonderzoek. Hij promoveerde in 1908 op De dynamische allotropie der zwavel. In 1909 werd Kruyt daar privaatdocent en in Groningen tijdens de cursus 1910-1911 bovendien tijdelijk lector. In 1912 werd hij lector in de 'fasenleer' (phase theory) in Utrecht, in 1916 buitengewoon hoogleraar, en in 1921 gewoon hoogleraar in de fysische chemie, ook te Utrecht. In 1922 werd hij gekozen als lid van Koninklijke Nederlandse Akademie van Wetenschappen, (KNAW).
In het laboratorium te Utrecht richtte hij een aparte afdeling colloïdchemie op. Voor studenten schreef hij een inleiding op dit gebied: Inleiding tot de physische chemie, de kolloïdchemie in het bijzonder (1924). Samen met enkele studenten vatte hij zijn onderzoek samen in Colloids. A textbook (1927). Na de Tweede Wereldoorlog publiceerde hij Colloid Science (1949-1952).
Maar Kruyt was niet alleen actief als leraar maar ook als onderzoeker. Hij was een vurig voorstander voor nauwere banden tussen universiteit en maatschappij. Toen hij in 1918 gekozen werd als president van de Nederlandse Chemische Vereniging probeerde hij vertegenwoordigers van de chemische industrie er bij te betrekken. In 1921 werd hij tot erelid benoemd. Na een reis door de Verenigde Staten, in een veel besproken brochure "Hooge School en Maatschappij" (University and Society, 1933), pleitte hij de introductie van enkele elementen van het Amerikaanse universitaire systeem in Nederland. In de jaren twintig was hij ook lid van een comité ter oprichting van de nationale organisatie Toegepast Natuurwetenschappelijk Onderzoek (TNO), en in de jaren dertig was hij daar president van. Zijn internationale bekendheid resulteerde in de verkiezing als vicepresident en president van de Union Internationale de Chimie Pure et Appliquée (1928-1934 respectievelijk 1947-1951). Hij was ook vicepresident en president van de International Council of Scientific Unions (1937-1945, 1945-1946). In 1940, tijdens het begin van de Duitse bezetting in Nederland, was hij rector magnificus van de universiteit van Utrecht, waarbij hij zeer voorzichtig handelde om de universiteit open te houden. Kruyt ontsloeg in november 1940 de drie joodse hoogleraren (Ornstein, Wolff en Roos) en vier joodse assistenten (I. Katz, F. Fischer, A. Pais en J. van der Hoeden) en deed daarna een "dringend beroep" op de Utrechtse studenten om niet als in Leiden en Delft in opstand te komen. "Nooit probeerden de Utrechtse bestuurders de vaak onduidelijke maatregelen [van de Duitsers] te interpreteren ten faveure van de [joodse] betrokkenen. In geval van twijfel vroeg men stelselmatig om precisie bij het departement van Onderwijs, wat consequent tot verscherping van de verordeningen leidde."
In 1946 verruilde hij zijn universitaire zetel in Utrecht met het presidentschap van TNO tot zijn pensioen in 1953. Na de oprichting van de UNESCO was hij enige jaren president van het Nederlandse UNESCO-comité (1947-1957).

## Publicaties
- 1924. Inleiding tot de physische chemie, de kolloïdchemie in het bijzonder
- 1927. Colloids. A textbook
- 1949-52. Colloid Science

## Trivia
Hugo was een broer van de politicus Willy Kruyt.
Er is een gebouw aan de Padualaan 8 van de Universiteit Utrecht naar hem genoemd: het Hugo R. Kruytgebouw, dat begin jaren 1970 gebouwd werd.